# Unternehmermagazin
Das Unternehmermagazin (Eigenschreibweise: unternehmermagazin) ist eine auf das Jahr 1953 zurückgehende deutsche Fachzeitschrift für Eigentümer mittelständischer Unternehmen, die mit ihren Firmen als geschäftsführende Gesellschafter oder Vorstände in allen Branchen und Sparten zwei Millionen bis weit über zwei Milliarden Euro Jahresumsatz machen.
Das Periodikum erscheint heute viermal im Jahr. Die bundesweite Auflage liegt bei 75.000 Exemplaren (Stand 2022). Die strategischen und operativen Themen der Unternehmensführung gewidmete Zeitschrift war bis 2001 mit einer Auflage von 9.000 Exemplaren das Organ des Unternehmerverbands Arbeitsgemeinschaft Selbständiger Unternehmer und ihrer Tochterorganisation Bundesverband Junger Unternehmer, heute Die Familienunternehmer (Berlin). Sie ist seit 2002 unabhängig und erscheint in Fortsetzung ihrer Ausrichtung in der ebenfalls 2002 von Reinhard Nenzel gegründeten Unternehmer Medien GmbH in Bonn.

## Historie
Vorläufer des Unternehmermagazins waren die 1951 begründete Zeitschrift Die Aussprache der ASU sowie die 1953 begründete Schwesterpublikation Junge Wirtschaft des BJU, die beide monatlich in der Unternehmerwirtschaft Verlags-GmbH in Bonn erschienen. Dieser Vorgängerverlag der Unternehmer Medien GmbH war eine Tochter der beiden Unternehmerverbände ASU und BJU, die bis 2001 bestand, seit 1996 mehrheitlich im Besitz des Würzburger Max Schimmel Verlags. 1980 erfolgte die Fortsetzung der publizistischen Arbeit unter dem Titel Unternehmer, seit 1990 als Unternehmermagazin.

## Redaktionelle Verantwortung
Die Redaktion lag bis 1970 in den Händen der Frankfurter Redaktion für Wirtschaftspublizistik. Auf diese Zeit folgten die Chefredakteure E. W. Mänken (1971–1980), später Chefredakteur des Handelsblatts, Heribert Juchems (1980–1994), Generalsekretär der ASU, sowie Hans Eschbach (1994–1995), der nach seinem kurzen Interim ebenfalls zum Handelsblatt ging. Reinhard Nenzel, seit 2002 geschäftsführender Gesellschafter der Unternehmer Medien GmbH, ist seit 1995 Chefredakteur.

## Redaktionskonzept
Die Redaktion des Unternehmermagazins lädt prominente Autoren aus Politik, Wirtschaft und Wissenschaft nach dem Muster universitärer Fachzeitschriften zu Namensartikeln ein.
Die Zeitschrift ist seit 1996 in Titelthemen, Specials und Extras gegliedert. Zusätzlich gibt es die festen Rubriken Unternehmer und Unternehmen zur Berichterstattung aus inhabergeprägten mittelständischen Unternehmen sowie Unternehmensführung.